# Payza
Пайза (фр. Payza, раніше AlertPay) — інтернет-платіжна система. Вона дає можливість здійснювати грошові перекази між рахунками, які визначені адресами електронної пошти. Вона доступна англійською і французькою мовами. Також є можливість машинного перекладу з допомогою Google Translate.

## Підтримувані валюти
Список назв валют, які підтримує платіжна система. За замовчуванням система налаштована на приймання будь-яких валют. Якщо рахунок в такій валюті не відкритий, то при отриманні її він відкриється автоматично.
- Австралійський долар
- болгарський лев
- Канадський долар
- Чеська крона
- Данська крона
- євро
- Гонконгський долар
- угорський форинт
- Індійська рупія
- Литовський літ
- динар
- малайзійський рінггіт
- Новозеландський долар
- Норвезька крона
- польський злотий
- Британський фунт стерлінгів
- румунський лей
- Сінгапурський долар
- Південно-Африканський ранд
- шведська крона
- Швейцарський франк
- долар США

## Типи рахунків
Підтримуж 3 типи рахунків:
- Personal Starter
- Personal Pro
- Business

Всі рахунки безкоштовні. Для бізнес рахунку потребується перевірка. Інші типи рахунки можуть бути верифіковані за допомогою дзвінка.